# Vàlvula rotatòria

Vàlvula rotativa per a una trompa.

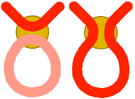
Flux d'aire d'una vàlvula rotativa en dues posicions.

Una vàlvula rotativa o rotatòria, també definida com a cilindre, és, en els instruments musicals de vent-metall, un dispositiu que fa la funció del pistó, però amb un mecanisme una mica diferent.

## Funció dels cilindres

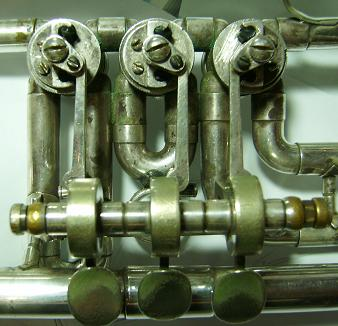
Cilindres d'un fiscorn.

La seva funció és la mateixa que la dels pistons, però ocupant menys espai. A més a més no s'embussen tant com els pistons, cosa que facilita la seva utilització. Exemples de vàlvules rotatòries són les que porten les trompes, o algunes tubes i fiscorns, encara que sol ser un sistema poc comú en altres instruments, com la trompeta i el bombardí (que solen portar pistons).